# Begudes espirituoses tradicionals d'Alacant
Begudes espirituoses tradicionals d'Alacant és una Denominació d'Origen que protegeix i identifica quatre licors tradicionals de la província d'Alacant (País Valencià).
A la província d'Alacant s'han destil·lat de manera tradicional quatre licors molt característics. Aquests són l'Anís paloma, el café-licor, el Cantueso i l'Herbero.
Amb l'objectiu de protegir aquesta important tradició cultural, la Generalitat Valenciana va crear el 3 d'abril de 1990 la denominació específica Licors tradicionals d'Alacant, que va ser modificada el 27 de juliol de 1994 per la denominació actual.